# Medalla de la Força Aèria
La Medalla de la Força Aèria (anglès: Air Force Medal) era una condecoració britànica i dels països de la Commonwealth, creada el 3 de juny de 1918 per Jordi V, i atorgada al personal de la RAF i d'altres serveis, de classe tropa i suboficials, per accions de valentia i devoció al deure mentre volen, estiguin o no en operacions de combat.
Era l'equivalent de la Creu de la Força Aèria, atorgada a oficials (si bé els suboficials podien optar a ambdues condecoracions), i estava situada entre la Medalla dels Vols Distingits i la Medalla de la Reina per Valentia. Els receptors poden fer servir el post-nominal AFM.
Originalment les franges del galó eren horitzontals.
Es va derogar el 1993, quan es va obrir la Creu de la Força Aèria a tots els rangs.
S'atorga una barra per cada condecoració posterior. L'any està gravat al revers.

## Disseny
De forma oval, figura la imatge del Sobirà vigent (Jordi V i Jordi VI miraven a l'esquerra; mentre que Elisabet II mira a la dreta). Al revers apareix el déu Hermes (mirant a la dreta) muntat sobre un falcó en vol. A les medalles de Jordi VI i Elisabet II II apareix 1918 damunt Hermes.
S'uneix al galó mitjançant un suspensori format per unes ales obertes amb una bomba al mig.
Penja d'un galó a franges blanques i vermelles, inclinades 45 graus cap a l'esquerra (les franges són molt més primes que les de la Creu de la Força Aèria)